# قطعنامه ۱۵۶۶ شورای امنیت
قطعنامه ۱۵۶۶ شورای امنیت سازمان ملل متحد که در تاریخ ۰۸ اکتبر ۲۰۰۴ (۱۷ مهر ۱۳۸۳) تصویب شد، سندی بین‌المللی دربارهٔ تهدید صلح و امنیت بین‌المللی ناشی از اقدامات تروریستی است. این قطعنامه طی نشست ۵۰۵۳ام با ۱۵ رای موافق، ۰ مخالف و ۰ ممتنع تصویب شد.